# Cronenberger Straße 65
Das Gebäude Cronenberger Straße 65 ist ein denkmalgeschütztes Wohnhaus in der bergischen Großstadt Solingen.  

## Lage
Das Gebäude befindet sich am Rande der Nordstadt im Stadtbezirk Solingen-Mitte. Die Cronenberger Straße bildet als Landesstraße 427 die Verbindung zwischen der Solinger Innenstadt und Wuppertal. Nördlich von dem Gebäude quert die Korkenziehertrasse die Straße auf einer historischen Eisenbahnbrücke. Nordwestlich befindet sich das Gelände des ehemaligen Nordbahnhofes. Im Süden liegen das Rathaus Solingen und der katholische Friedhof St. Clemens.

## Geschichte und Architektur

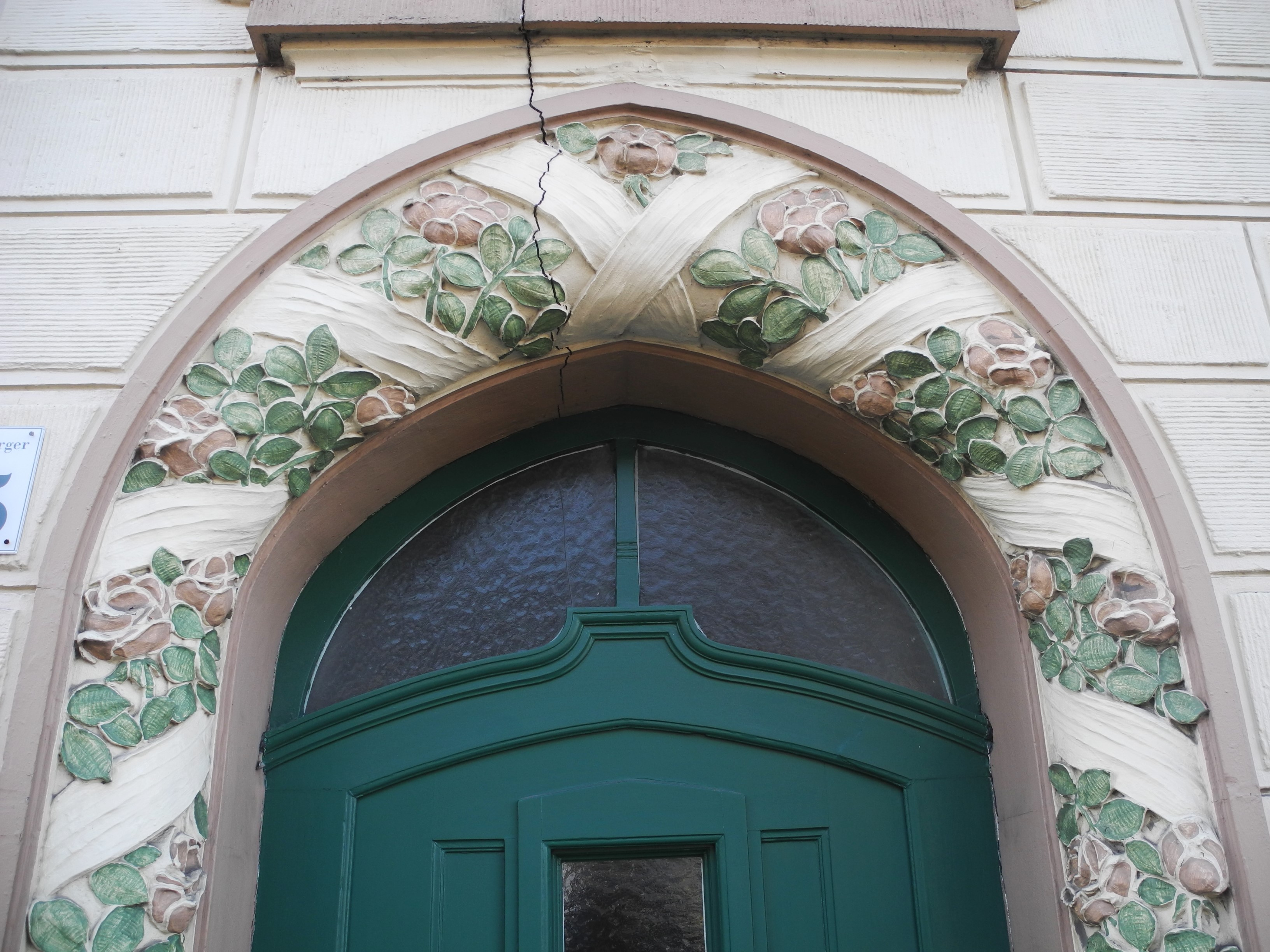
Blumendekor an der Haustürumrahmung

Der Architekt Franz Fischer aus Solingen errichtete 1903/1904 das Wohnhaus für seine Familie an der Nordseite des ehemaligen Solinger Krankenhauses, das seit 1916 als Stadthaus durch die Solinger Verwaltung genutzt wurde. Das Haus sollte zugleich als Vorzeigeobjekt seiner Baukunst dienen.
Das Wohnhaus ist eines der bedeutendsten Bauwerke des Jugendstils in Solingen. Die viergeschossige und dreiachsige Straßenfassade weist eine Vielzahl der für diesen Baustil typischen Merkmale auf, die sich bis heute erhalten haben. Dazu zählen etwa die reliefierten Blumendekors an den Rahmungen der Haustür und der Fenster sowie der kunstvoll gestaltete, über zwei Stockwerke reichende Erker, der durch ein Satteldach gedeckt wird. Er trägt die folgende Inschrift:
Am 19. Juni 2000 wurde das Gebäude unter der Nummer 1009 in die Denkmalliste der Stadt Solingen eingetragen. Das Haus blieb von Beginn an im Eigentum der Nachfahren des Architekten. Für die vorbildliche Sanierung des Gebäudes wurde der Denkmalschutzpreis 2024 des Bergischen Geschichtsvereins, Abteilung Solingen e. V. verliehen.